# Johanneskerk (Oosthem)
De Johanneskerk van Oosthem is een kerkgebouw in de gemeente Súdwest-Fryslân in de Nederlandse provincie Friesland.

## Beschrijving
De kerk uit 1860 verving een middeleeuwse voorganger uit de 13e eeuw die gewijd was aan Johannes de Doper. De neoclassicistische zaalkerk met driezijdige koorsluiting en een ingebouwde, gepleisterde toren van drie geledingen met ingesnoerde naaldspits werd gebouwd naar ontwerp van Albert Breunissen Troost. De rondboogvensters worden gescheiden door lisenen. De consistoriekamer bevindt zich aan de oostzijde. In de toren een mechanisch torenuurwerk (1915) van de Gebr. Van Bergen. Het kerkgebouw is een rijksmonument.
Het gepleisterde interieur wordt gedekt door een tongewelf. Het orgel uit 1838 is gemaakt door Willem van Gruisen en werd in 1860 door Willem Hardorff in de nieuwe kerk geplaatst.
Het dak is bedekt met de vrij zeldzame Oegstgeester dakpan wat een mooi lijnenspel oplevert.
De Johanneskerk en de gereformeerde kerk van Oosthem vormen samen met de Laurentiuskerk van Folsgare en de Gertrudiskerk van Abbega een PKN gemeente.

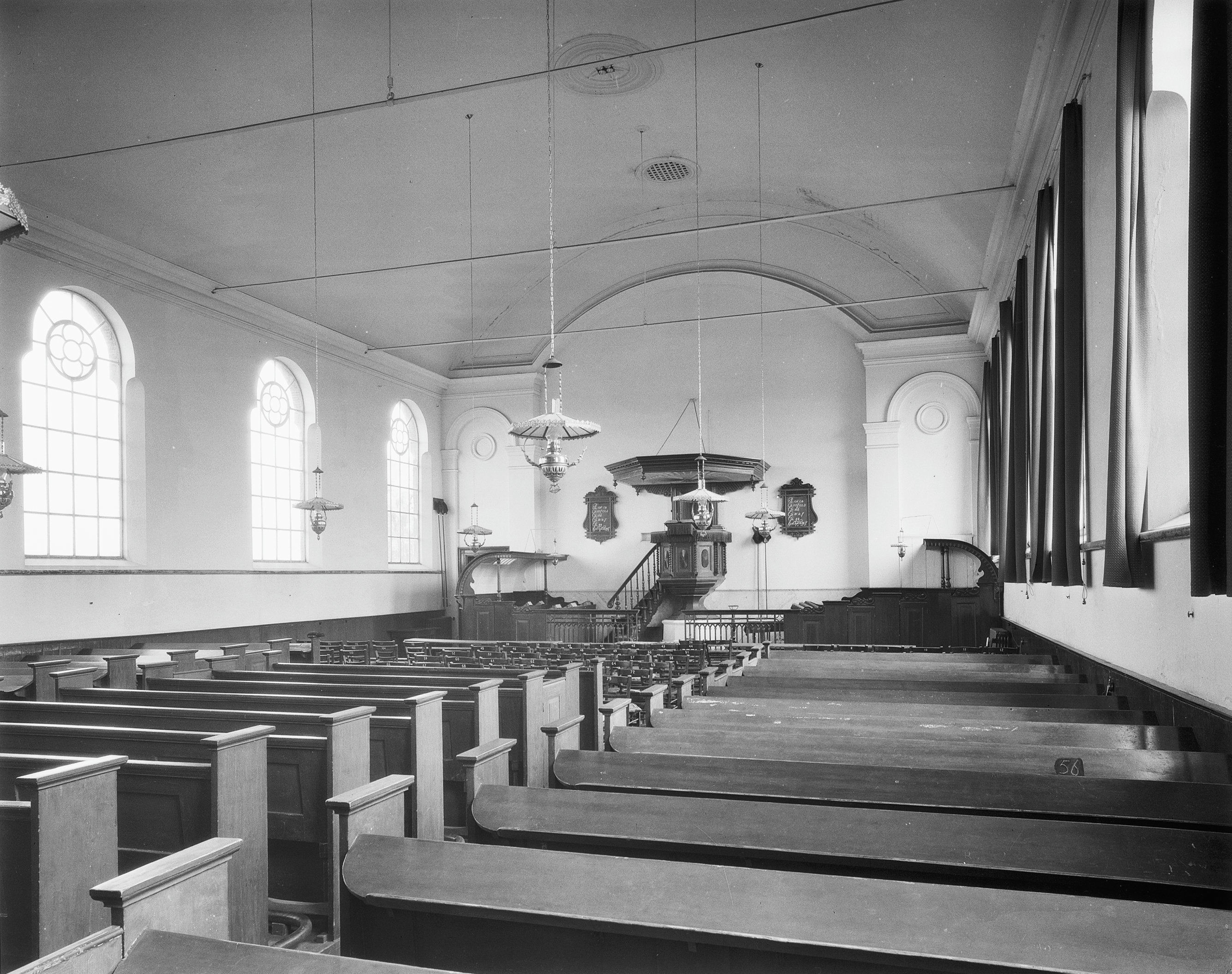
Interieur met preekstoel in 1959
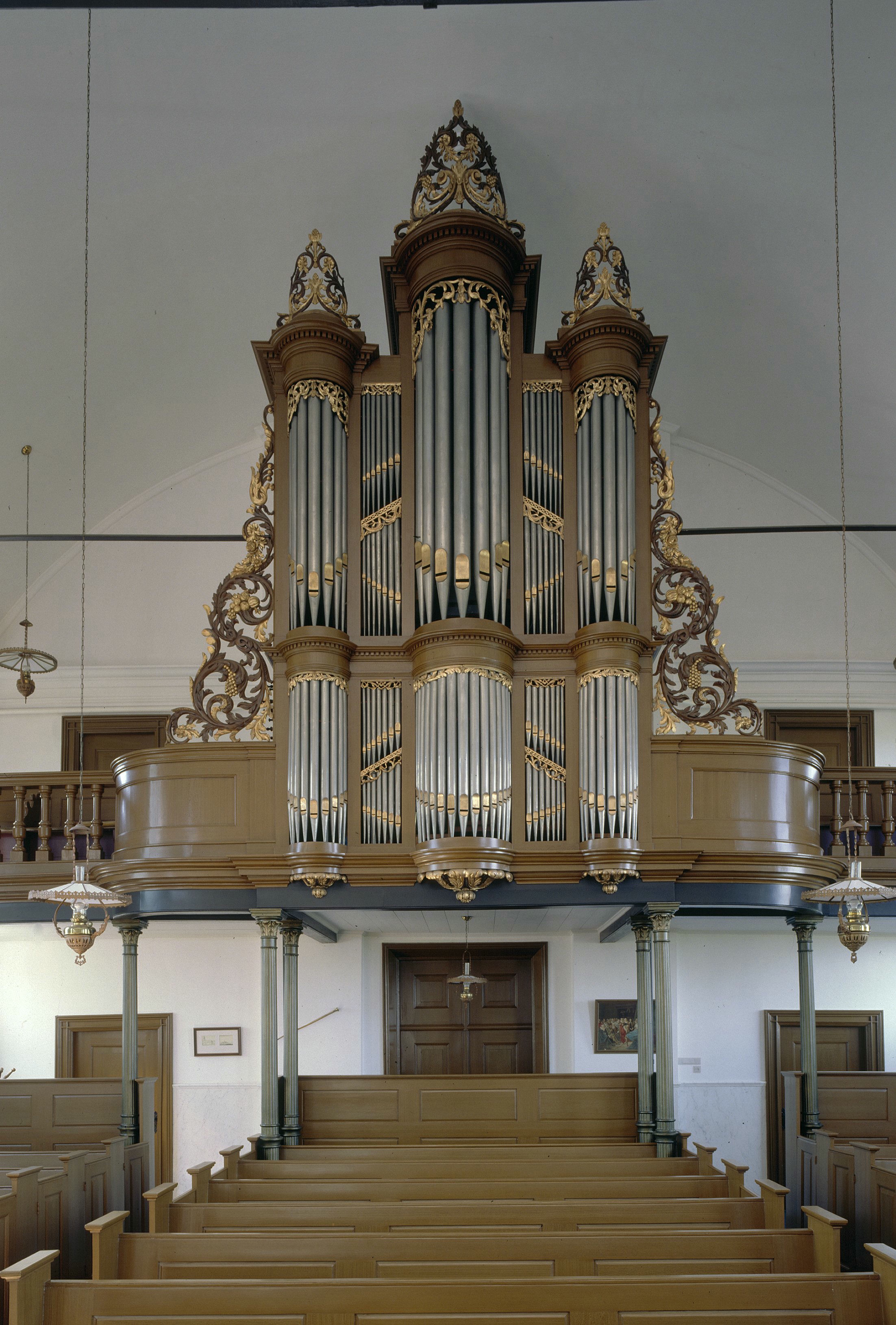
Interieur met orgel (2000)